# Oscar Oiwa

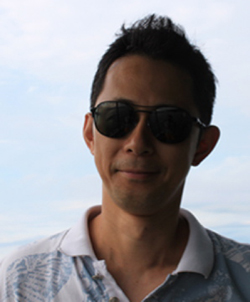
Oscar Oiwa

Oscar Oiwa (Sao Paolo, 1965) is een Braziliaans schilder en beeldend kunstenaar van Japanse oorsprong die figuratief werkt.

## Werk (selectie)
- Rio, Tokyo, Paris: Dit is een reeks van drie monochrome tekeningen van elk 6,7 meter breed die een luchtbeeld geven van verschillende gebeurtenissen en transformaties waardoor de mensheid wordt bedreigd in de drie gekozen olympische steden.[1]

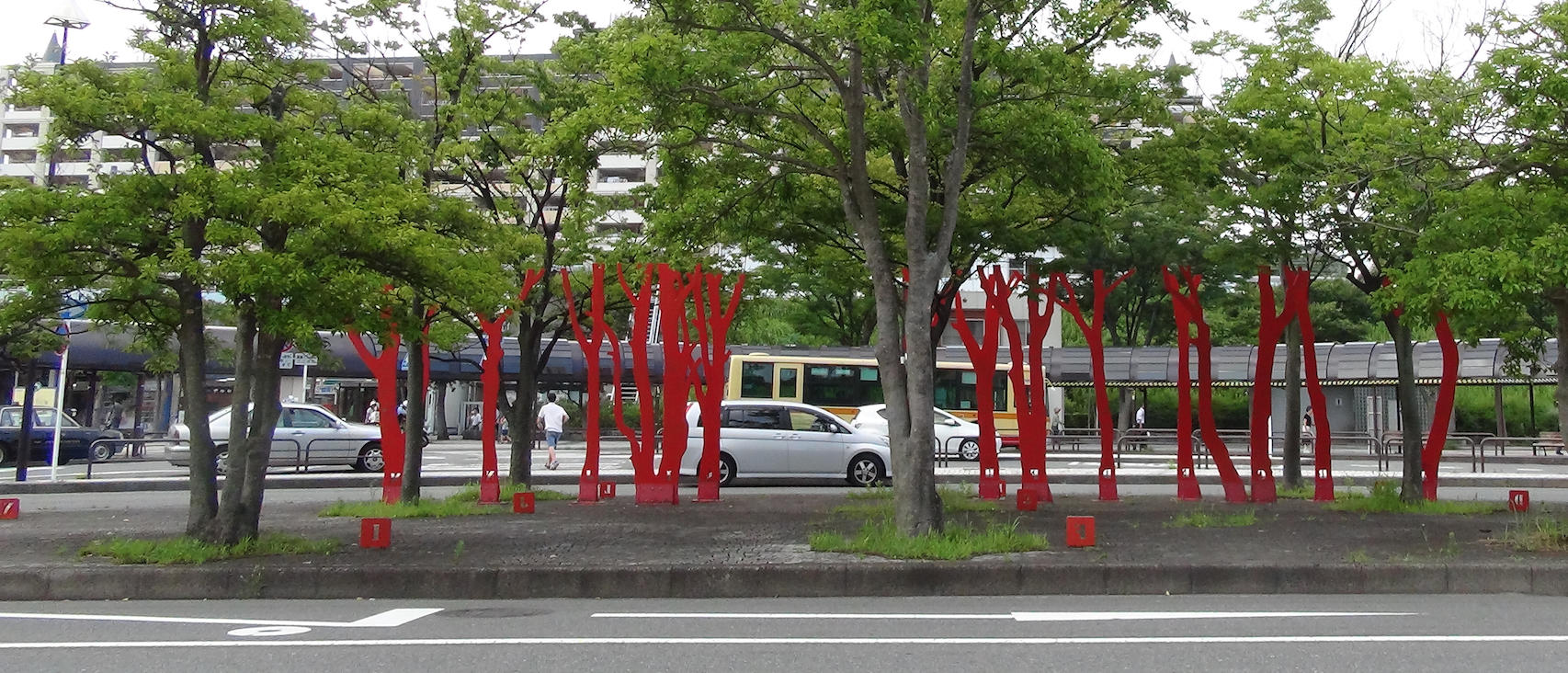
Tree Portrait, 1997, geverfd aluminium, hoogte 3 m, Hongodai Station, Yokohama

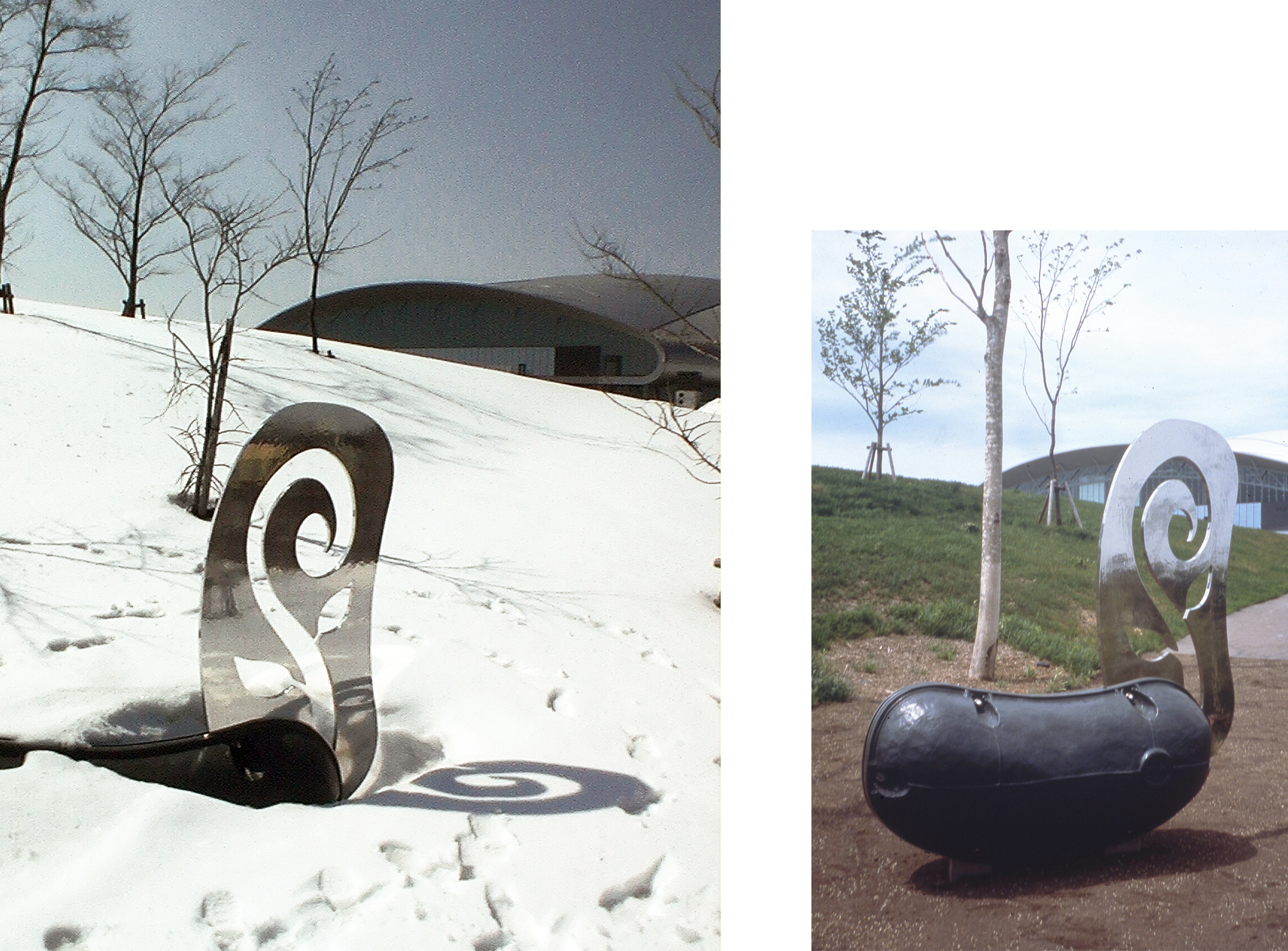
Bean (Feijao), 2000, gietijzer en staal, 180 x 230 x 50 cm, Sapporo Dome, Hokkaido

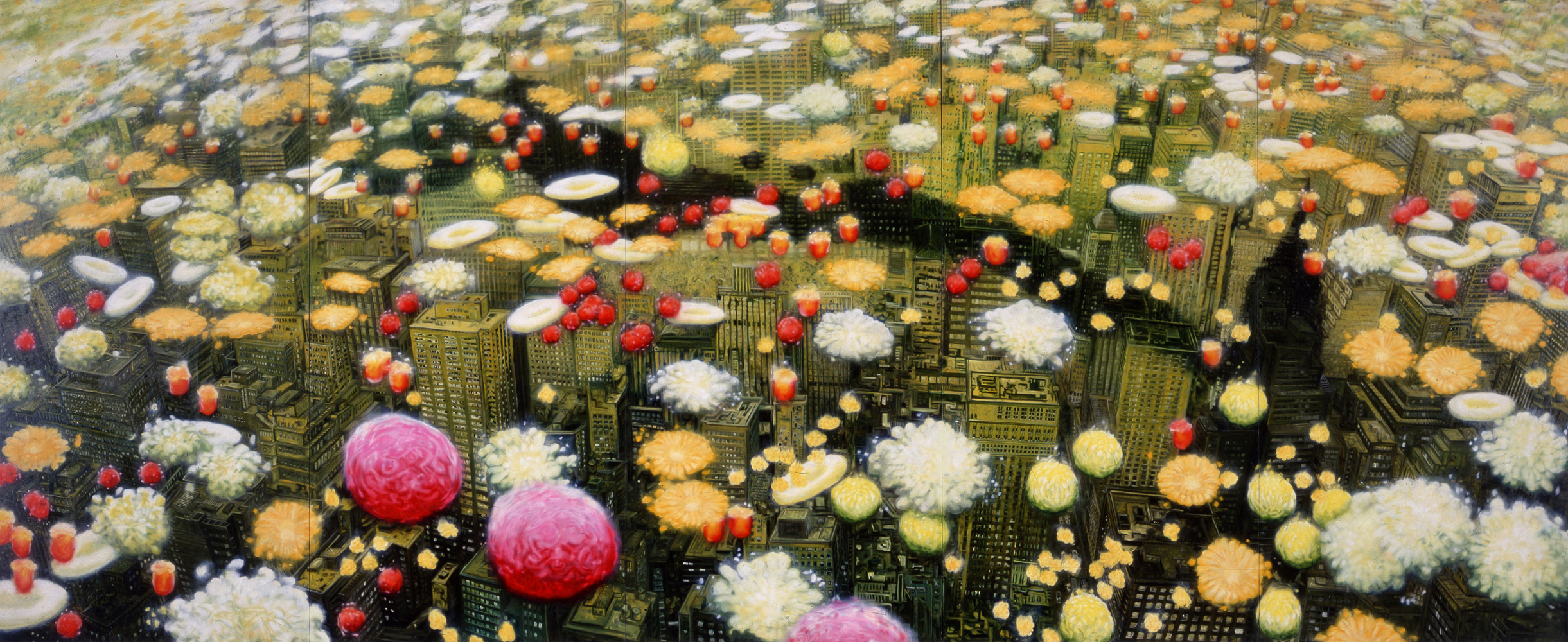
Gardening (Manhattan), 2002, olieverf op doek, 227 x 555 cm, Nationaal Museum van Moderne Kunst, Tokio.

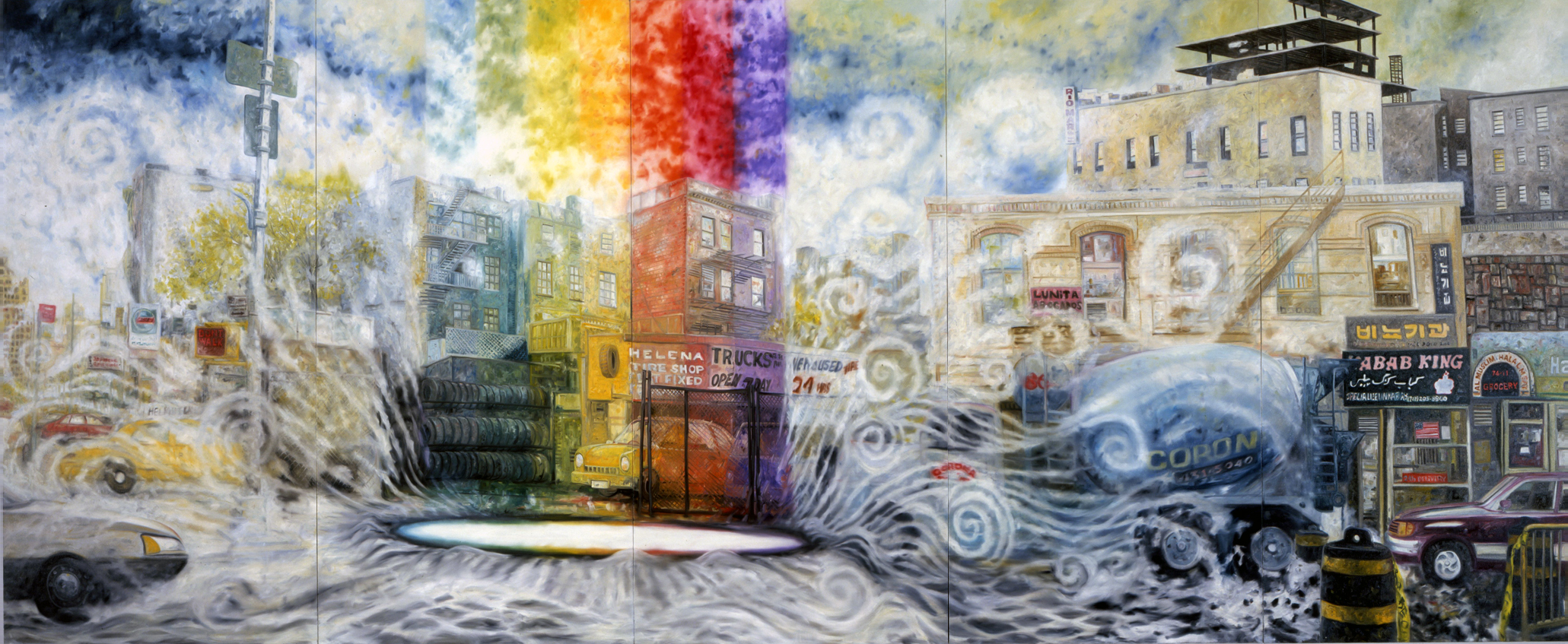
Rainbow, 2003, olieverf op doek, 227 x 555 cm, Takamatsu City Museum of Art collection, Kagawa

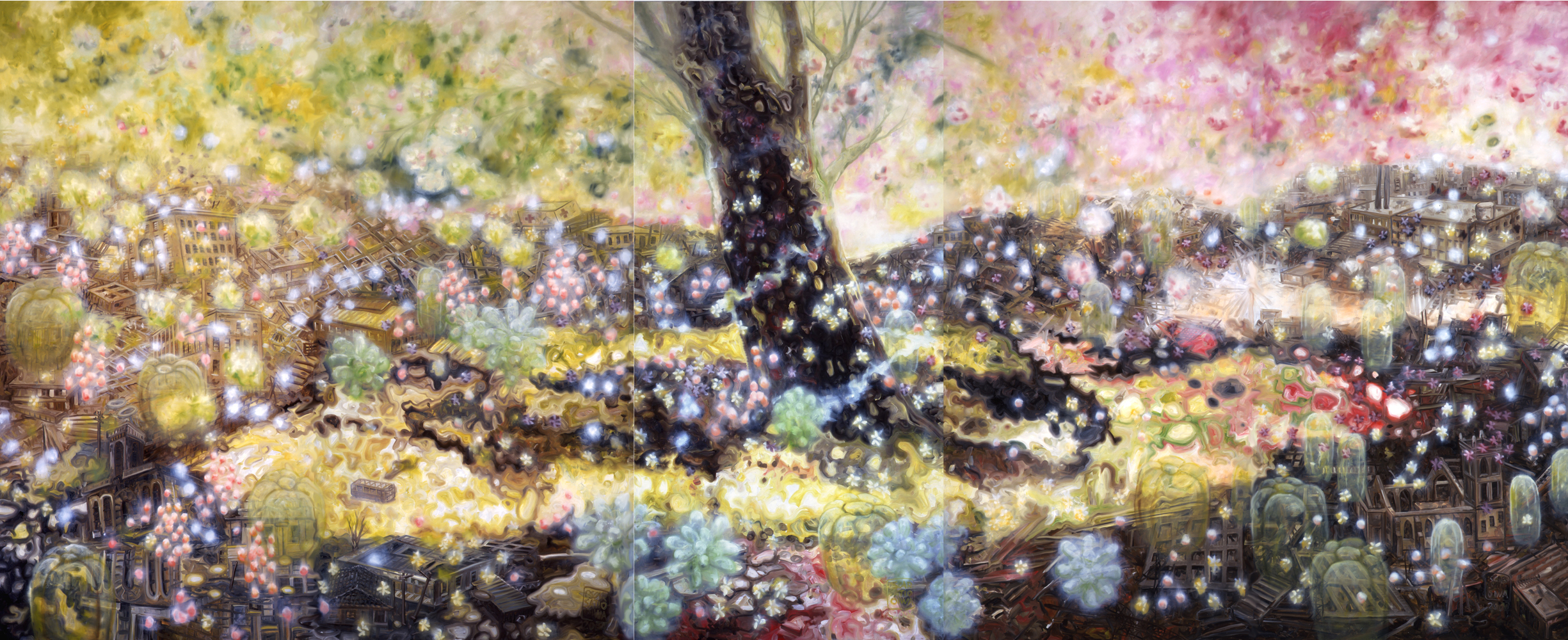
Flower Garden, 2004, olieverf op doek, 227 x 555 cm, Hiroshima City Museum of Contemporary Art / private collectie, Tokio

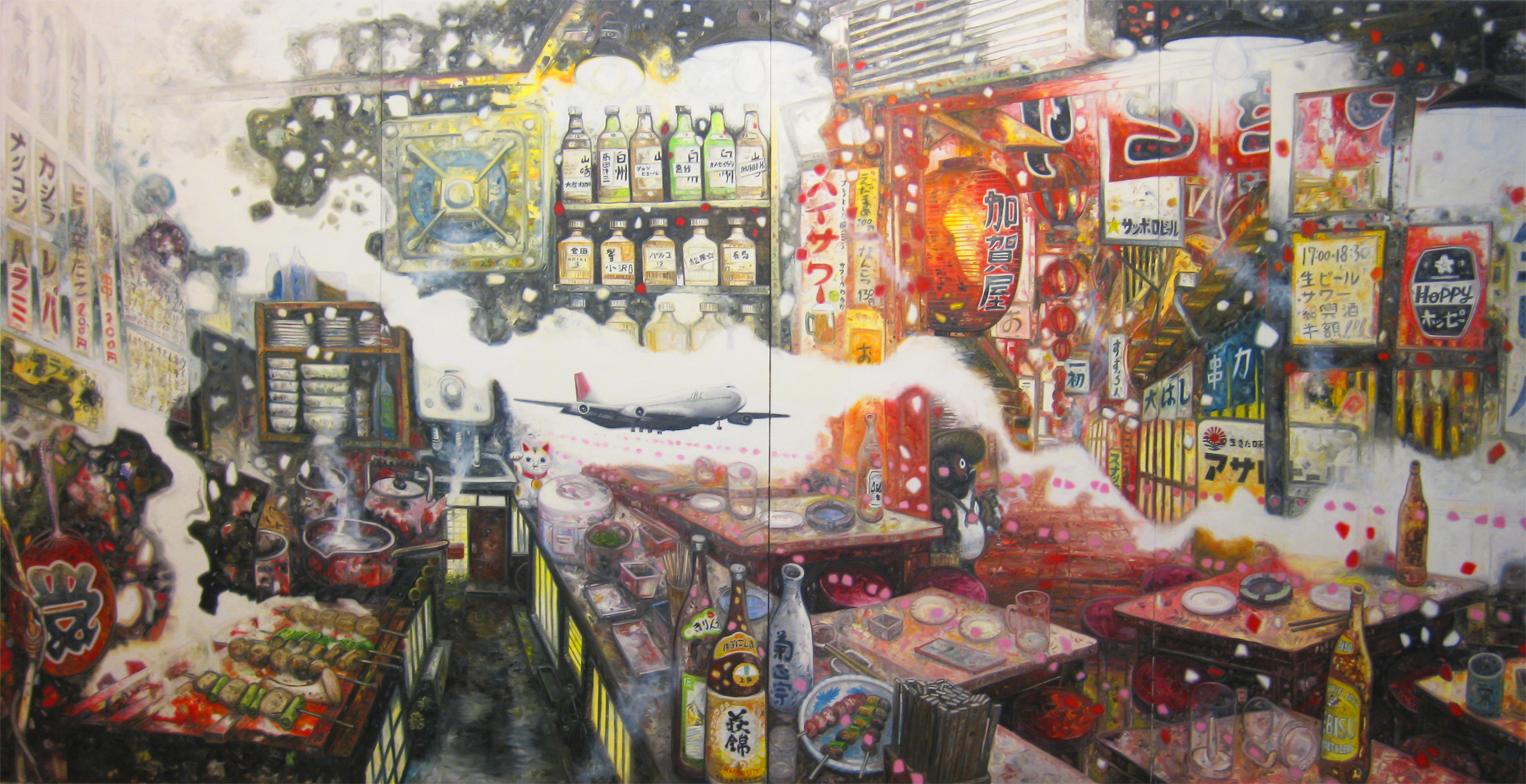
Kita Senju, 2008, olieverf op doek, 227 x 444 cm, 21st Century Museum of Contemporary Art collection, Kanazawa

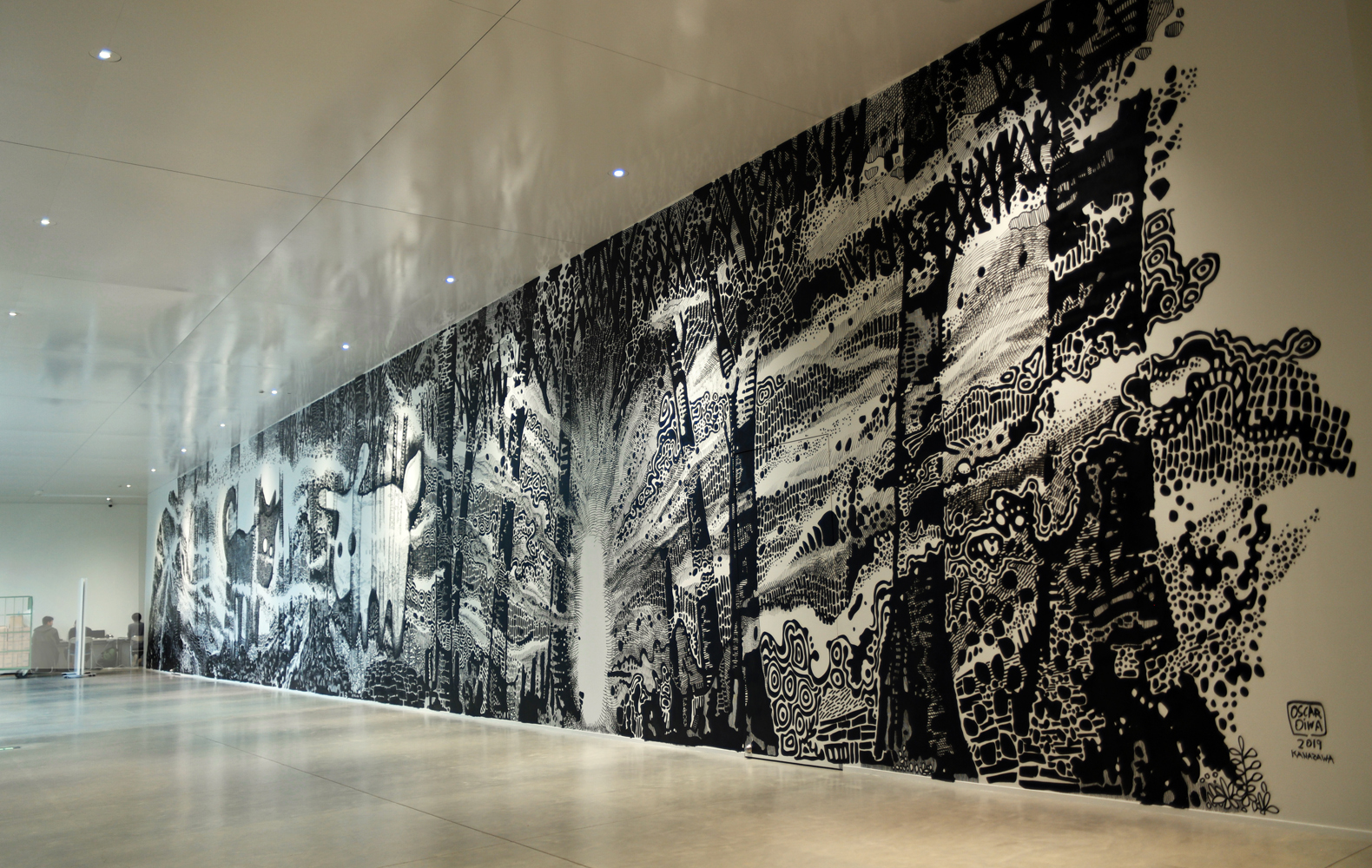
Woods wall drawing, 2019, 4 x 27 meter, 21st Century Museum of Contemporary Art, Kanazawa

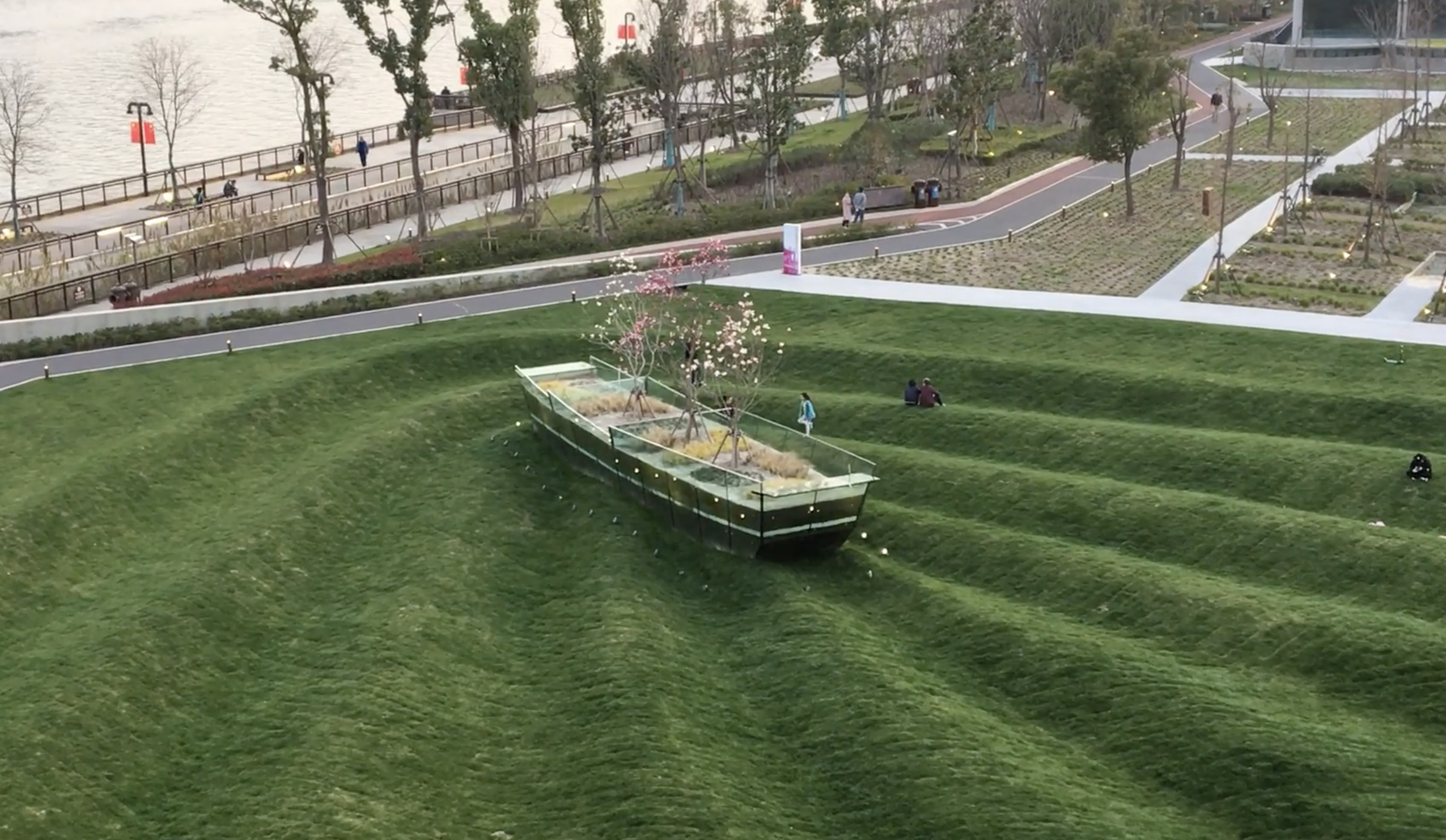
Time Shipper, 2020, Yangpu Riverside Park, Shanghai

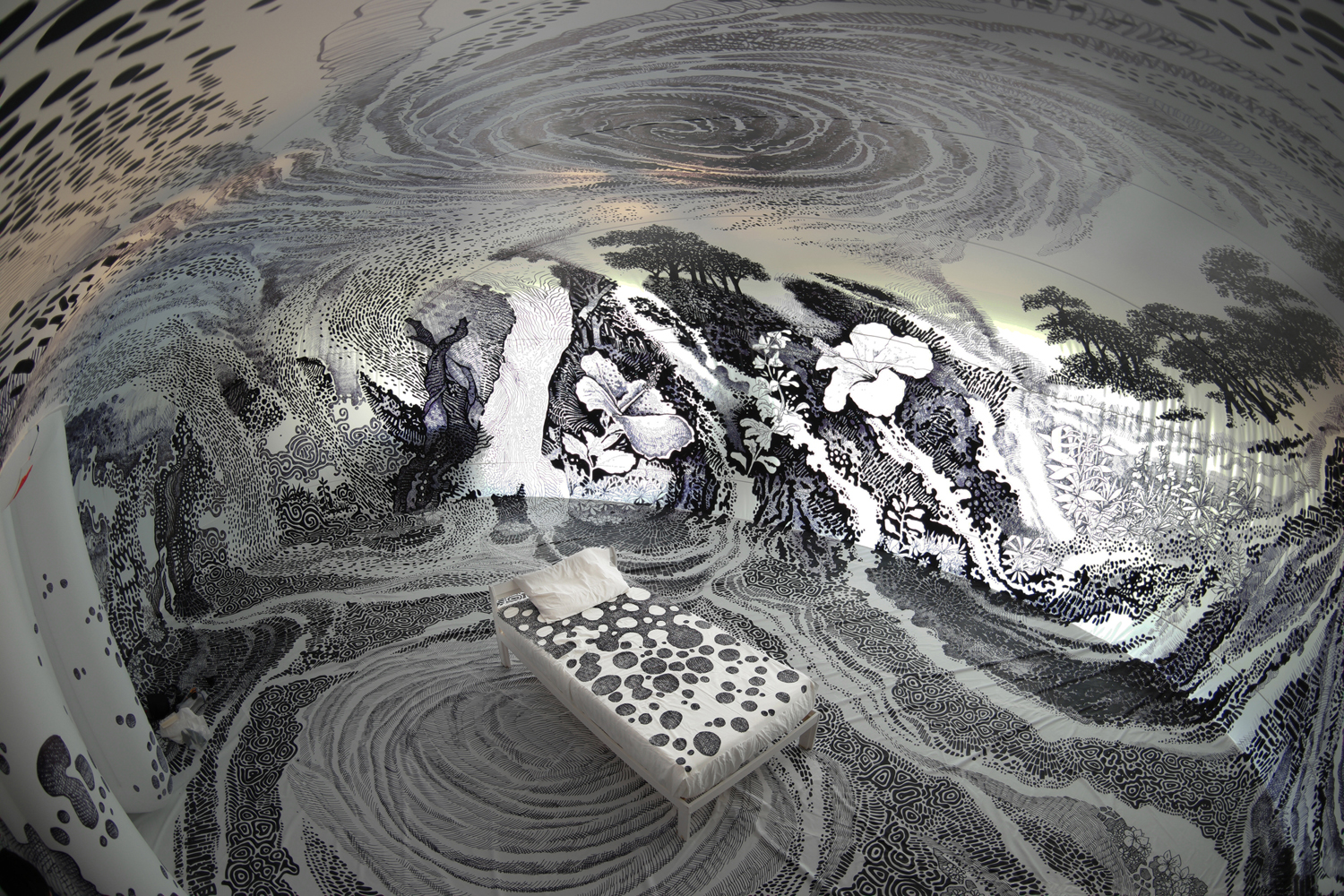
Dreams of a Sleeping World Installation, 2020, University of Southern California, Pacific Asia Museum

- Bibliothèque nationale de France: cb15589395w (data)
- Gemeinsame Normdatei: 17435214X
- International Standard Name Identifier: 0000 0003 6221 3573
- Library of Congress Control Number: no2008091996
- Bibliotheek van het Japanse parlement: 01154107
- Système universitaire de documentation: 242253601
- Virtual International Authority File: 224442270
- WorldCat: E39PBJvMCRVTJH3wJ4hHrPyKh3